# Johnny Juzang
Jonathan Anh Juzang, detto Johnny (Los Angeles, 17 marzo 2001), è un cestista statunitense, professionista nella NBA con i Minnesota Timberwolves.

## Carriera
Dopo aver trascorso una stagione con i Kentucky Wildcats e due con gli UCLA Bruins, nel 2022 si dichiara per il Draft NBA, non venendo tuttavia scelto; il 15 luglio viene firmato con un two-way contract dagli Utah Jazz.

## Statistiche

### NCAA
| Anno      | Squadra           | PG | PT | MP   | TC%  | 3P%  | TL%  | RP  | AP  | PRP | SP  | PP   |
| --------- | ----------------- | -- | -- | ---- | ---- | ---- | ---- | --- | --- | --- | --- | ---- |
| 2019-2020 | Kentucky Wildcats | 28 | 2  | 12,4 | 37,7 | 32,6 | 83,3 | 1,9 | 0,3 | 0,2 | 0,1 | 2,9  |
| 2020-2021 | UCLA Bruins       | 27 | 26 | 32,3 | 44,1 | 35,3 | 87,7 | 4,1 | 1,6 | 0,8 | 0,3 | 16,0 |
| 2021-2022 | UCLA Bruins       | 30 | 29 | 31,8 | 43,2 | 36,0 | 83,5 | 4,7 | 1,8 | 0,7 | 0,1 | 15,6 |
| Carriera  | Carriera          | 85 | 57 | 25,6 | 43,1 | 35,2 | 85,3 | 3,6 | 1,2 | 0,6 | 0,2 | 11,6 |

#### Massimi in carriera
- Massimo di punti: 32 vs Washington (13 febbraio 2021)[5]
- Massimo di rimbalzi: 13 vs Southern California (6 febbraio 2021)
- Massimo di assist: 6 vs Colorado-Boulder (1º dicembre 2021)
- Massimo di palle rubate: 3 (3 volte)
- Massimo di stoppate: 2 vs California-Berkeley (21 gennaio 2021)
- Massimo di minuti giocati: 51 vs Arizona State (5 febbraio 2022)

### NBA

#### Regular Season
| Anno      | Squadra   | PG  | PT | MP   | TC%  | 3P%  | TL%  | RP  | AP  | PRP | SP  | PP  |
| --------- | --------- | --- | -- | ---- | ---- | ---- | ---- | --- | --- | --- | --- | --- |
| 2022-2023 | Utah Jazz | 18  | 0  | 12,9 | 33,7 | 23,8 | 50,0 | 2,2 | 0,4 | 0,2 | 0,2 | 4,8 |
| 2023-2024 | Utah Jazz | 20  | 5  | 18,6 | 46,4 | 41,6 | 71,4 | 1,8 | 1,2 | 0,2 | 0,1 | 7,2 |
| 2024-2025 | Utah Jazz | 64  | 18 | 19,8 | 42,9 | 37,6 | 84,9 | 2,9 | 1,1 | 0,6 | 0,1 | 8,9 |
| Carriera  | Carriera  | 102 | 23 | 18,4 | 42,1 | 36,3 | 80,3 | 2,5 | 1,0 | 0,5 | 0,1 | 7,9 |

#### Massimi in carriera
- Massimo di punti: 11 vs Oklahoma City Thunder (5 marzo 2023)[6]
- Massimo di rimbalzi: 5 vs Milwaukee Bucks (24 marzo 2023)
- Massimo di assist: 2 (2 volte)
- Massimo di palle rubate: 1 (4 volte)
- Massimo di stoppate: 1 (3 volte)
- Massimo di minuti giocati: 21 vs San Antonio Spurs (29 marzo 2023)

### G League
| Anno      | Squadra      | PG | PT | MP   | TC%  | 3P%  | TL%  | RP  | AP  | PRP | SP  | PP   |
| --------- | ------------ | -- | -- | ---- | ---- | ---- | ---- | --- | --- | --- | --- | ---- |
| 2022-2023 | S.L.C. Stars | 24 | 13 | 30,5 | 43,0 | 38,5 | 91,1 | 5,1 | 2,8 | 0,5 | 0,3 | 19,5 |
| 2023-2024 | S.L.C. Stars | 33 | 21 | 31,9 | 46,5 | 36,9 | 90,4 | 4,0 | 2,5 | 0,7 | 0,5 | 20,6 |
| Carriera  | Carriera     | 57 | 34 | 31,3 | 45,1 | 37,6 | 90,7 | 4,5 | 2,7 | 0,6 | 0,4 | 20,1 |